# Trouble cognitif léger
 Mise en garde médicale
Le déficit cognitif léger représente un trouble cognitif particulier, intermédiaire entre les changements cognitifs liés à l'âge (comme l'oubli bénin lié à l'âge), et les pathologies dégénératives responsables de troubles cognitifs évolutifs, en particulier la maladie d'Alzheimer.
Cette entité fut mise en avant par R.C. Petersen dans les années 2000.
Il se définit par une plainte cognitive (très souvent la mémoire), confirmée par des tests psychométriques (bilan neuropsychologique) qui confirment que la mémoire est moins bonne que celle d'une personne normale du même âge, mais sans conséquence sur la vie quotidienne (sans besoin d'aide).
Cet état peut être un début de maladie neurodégénérative comme la maladie d'Alzheimer (en particulier si la plainte concerne la mémoire) mais aussi rester stable ou même disparaître (dans 16 % des cas au bout d'un an selon une étude récente) . Le risque d'évoluer vers une démence est estimé à 10 % par années à venir.
Des examens médicaux (bilan neuropsychologique, scanner cérébrale, IRM cérébrale, scintigraphie  cérébrale, ponction lombaire) peuvent permettre de préciser la présence ou non d'une maladie d'Alzheimer mais avec toujours une part d'imprévu. Les tests électroneurophysiologiques, notamment l'analyse de la latence de l'onde P300, semblent particulièrement utiles dans le diagnostic des troubles cognitifs légers. Le risque d'évoluer vers une démence augmente avec l'âge.
Même si une maladie d'Alzheimer est détectée à ce stade, il n'y a malheureusement pas de traitement reconnu efficace pour l'empêcher d'évoluer.

S'il ne s'agit pas d'une maladie d'Alzheimer, les principales causes sont :
- Soit le début d'une autre maladie qui peut évoluer vers la démence (démence vasculaire, démence fronto-temporale, maladie à corps de Lewy ...)
- Soit les séquelles d'un traumatisme crânien .
- Soit une anxiété (parfois favorisée elle-même par la crainte d'une maladie d'Alzheimer) ou une dépression.
- Soit de causes toxiques comme une consommation d'alcool régulière à plus de 2 unités par jour[5] ou des médicaments psychotropes (morphine, anxiolytiques, neuroleptiques, antidépresseurs...) et l'accumulation de médicaments anti-cholinergiques[6]